# Scopula kohor
Scopula kohor là một loài bướm đêm trong họ Geometridae.